# Аннікко
Аннікко (італ. Annicco) — муніципалітет в Італії, у регіоні Ломбардія,  провінція Кремона.
Аннікко розташоване на відстані близько 430 км на північний захід від Рима, 60 км на південний схід від Мілана, 18 км на північний захід від Кремони.

Населення — 2095 осіб (2014).
Покровитель — San Giovanni.

## Демографія
Населення за роками:

Станом на 1 січня 2023 року в муніципалітеті офіційно проживало 260 іноземців з 23 країн, серед них 45 громадян країн Євросоюзу та 1 громадянин України.

## Сусідні муніципалітети
- Каппелла-Кантоне
- Казальморано
- Грумелло-Кремонезе-ед-Уніті
- Падерно-Понк'єллі
- Сесто-ед-Уніті
- Сорезіна